# Michael Freeman
Michael Freeman (1945) è un fotografo e giornalista britannico.

## Biografia
Il suo primo libro, Athens, viene pubblicato nel 1978 all’interno della collana “The World's Great Cities” della casa editrice britannica Time-Life. Nel 1982 seguirono altri due libri, Guardians of the North-West Frontier: The Pathans e Wayfarers of the Thai Forest: The Akha, entrambi nella collana “Peoples of the Wild”.
Freeman ha avuto una lunga esperienza di lavoro con lo Smithsonian Magazine, fotografando 40 storie tra il 1978 e il 2008.
Sue principali specializzazioni sono la cultura asiatica, l'architettura e l'archeologia, su cui ha pubblicato molti libri contenenti sue foto e scritti, tra cui cinque volumi su Angkor. Il primo, Angkor: The Hidden Glories, è stato utilizzato per il film Baraka del 1992 e Freeman ha contribuito alla realizzazione del documentario del 2008 Baraka: A Closer Look.
Ha pubblicato più di quaranta libri aventi come tema la fotografia, in particolare la sua pratica, e per due di questi (Light e Image), entrambi pubblicati dalla casa editrice Collins, è stato premiato con il Prix Louis Philippe Clerc nel 1990 dal Museo francese della fotografia di Bièvres.
Ha inoltre scritto e illustrato il materiale didattico per il corso di fotografia dell'Open College of the Arts, un istituto indipendente britannico.

## Opere
- Athens, Time-Life, 1978. ISBN 0-8368-5021-1
- Guardians of the North-West Frontier: The Pathans, Time-Life, 1982. ISBN 978-0-7054-0702-1
- Wayfarers of the Thai Forest: The Akha, Time-Life, 1982. ISBN 978-0-7054-0703-8
- Angkor: The Hidden Glories, Houghton Mifflin Harcourt, 1990. ISBN 978-0-395-53757-2
- The Spirit of Asia: Journeys to the Sacred Places of the East, Thames & Hudson, 2000. ISBN 978-0-500-51023-0)
- Per il fotografo in viaggio, #logosedizioni, 2004. ISBN 978-88-576-0086-4
- Sudan: The Land and the People, Thames & Hudson, 2005. ISBN 978-0-500-51257-9
- New Zen : gli spazi della cerimonia del tè nell'architettura giapponese contemporanea, Damiani, 2007. ISBN 978-88-89431-86-3
- Ricelands: The World of South-east Asian Food, Reaktion Books, 2008. ISBN 978-1-86189-378-9
- Michael Freeman's Perfect Exposure, Ilex, 2009. ISBN 978-1-905814-46-6
- Il libro completo della fotografia digitale, De Agostini, 2009. ISBN 978-88-418-5526-3
- La visione del fotografo, #logosedizioni, 2012. ISBN 978-88-7940-762-5
- Reflex digitali: giuda completa, Mondadori informatica, 2012. ISBN 978-88-6114-332-6
- Capturing the Moment - L’essenza della fotografia, #logosedizioni, 2014. ISBN 978-88-576-0717-7
- Capturing Light - L’essenza della fotografia, #logosedizioni, 2014. ISBN 978-88-576-0657-6
- L’occhio del fotografo. Guida grafica ai principi della composizione, #logosedizioni, 2014. ISBN 978-88-576-0662-0
- The Photographer’s Story, #logosedizioni, 2016. ISBN 978-88-576-0537-1
- Fotografia creativa in 50 passi, #logosedizioni, 2016. ISBN 978-88-576-0848-8
- Fotografia in bianco e nero, #logosedizioni, 2017. ISBN 978-88-576-0930-0
- L’occhio del fotografo. La composizione nella fotografia digitale, #logosedizioni, 2017. ISBN 978-88-576-0892-1
- La mente del fotografo. Il pensiero creativo al servizio della fotografia digitale, #logosedizioni, 2018. ISBN 978-88-576-0976-8
- La bibbia del fotografo, #logosedizioni, 2019. ISBN 978-88-576-1017-7
- Il manuale del fotografo, #logosedizioni, 2020. ISBN 978-88-576-1029-0